# Johan Harstad
Œuvres principales
- Buzz Aldrin, mais où donc es-tu passé ?
- 172 heures sur la lune

Johan Harstad, né le 10 février 1979 à Stavanger dans le sud-ouest de la Norvège, est un écrivain et dramaturge norvégien.
Son premier livre, intitulé Herfra blir du bare eldre, est un recueil de courtes proses et a été publié en 2001. Son second livre, Ambulances publié en 2002, contient plusieurs nouvelles. Ce n'est qu'en 2005 qu'il publie son premier roman Buzz Aldrin, mais où donc es-tu passé ?.

## Théâtre
- (nb) Grader av hvitt, 2007
- (nb) Washingtin, 2007
- (nb) Krasnoyarsk, 2008
- (nb) Brødmannens memoarer del 1: Akapulco, 2007
- (nb) Brødmannens memoarer del 2: Ellis Iland, 2009
- (nb) Brødmannens memoarer del 3: Matterhorn, 2010
- (nb) Osv., 2010